# Lamantin
Lamantin (Trichechus manatus) är en art i familjen manater som förekommer vid Amerikas kustlinjer. Det huvudsakliga utbredningsområdet sträcker sig från Mexikanska golfen över Västindien till Venezuela och norra Brasilien.

## Kännetecken
Arten är liksom andra sirendjur väl anpassad till livet i vatten och saknar bakre extremiteter. Pälsen är bara sporadiskt fördelad över kroppen, troligen för att undvika alger på huden. Djuret blir ungefär 3 meter långt och 400 till 600 kilogram tungt, honor är allmänt större än hannar. Särskilt stora individer når en vikt av 1 500 kg och en längd på 4,6 m. Kroppsfärgen är grå- eller brunaktig. Vid nosen förekommer några styva morrhår. Resultat från en studie som utfördes 2002 indikerar att andra känsliga hår på artens nacke kan känna vattentrycket. Lamantinens molarer byts kontinuerlig ut under individens liv. De nya tänderna bildas längst bak i käken och de ersätter tänder som ligger längre fram.

## Utbredning och habitat
Lamantin förekommer främst i havet i Västindien nära kusten. Ibland simmar de upp i floder och kanaler, eller vistas i ett estuarium. Till exempel hittades i Sydamerika en individ 800 km från kustlinjen. Å andra sidan påträffas ibland individer i det öppna havet 15 km från kusten. Dessa djur vandrar ofta längre sträckor och de hittades även vid Atlantens kustlinje i Virginia och Rhode Island, dessa individer fångades in och flyttades tillbaka till Mexikanska golfen.

## Levnadssätt
Lamantinen är förvånansvärt rörlig i vattnet, den kan göra saltomortaler, rulla kring längdaxeln och simma med huvudet ner.
Individerna har inga revir och de saknar försvarsmekanismer mot fiender. Som potentiella naturliga fiender utpekas hajar och pirayor men inga attacker från dessa djur har dokumenterats.
Arten är en opportunistisk växtätare som livnär sig på 9 till 30 kg sjögräs (5 till 10 procent av kroppsvikten), blad av vattenväxter eller andra växtdelar per dag.
Individer av lamantin lever främst ensamma. Bara mellan moder och ungdjur finns nära relationer. Vuxna individer bildar ibland mindre grupper när de letar efter föda. I gruppen finns ingen social hierarki. Det enda kända informationsutbytet som observerats sker genom taktil kommunikation.
När en hona blir könsmogen försöker flera hannar para sig med kon. Ibland samlas 20 hannar kring en hona. Dräktigheten varar i ungefär 12 månader (335 dagar) och sedan föds vanligen en enda unge. Honan diar ett till två år. Honor blir könsmogna efter fyra till fem år, hannar lite senare. Livslängden går ibland upp till 50 år.

## Lamantin och människor
Sedan slutet av 1500-talet jagades lamantinen av europeiska nybyggare för oljans och köttets skull. På grund av den omfångsrika jakten försvann arten under 1700-talet vid de Små Antillerna. Idag finns i hela utbredningsområdet skyddsåtgärder och jaktförbud för arten men beståndet minskar fortfarande. IUCN listar lamantin som sårbar (vulnerable).
Djuret har inga naturliga fiender men hotas av habitatförlust genom människans inverkan. Många individer skadas eller dödas av fartygspropellrar. När lamantinen äter sväljer den ibland delar av fiskeredskap såsom krokar eller metallvikter. De flesta av dessa föremål är ofarliga för lamantinen men linor kan skada mag-tarmsystemet och orsaka individens död.
Lamantinen vistas med förkärlek i områden kring kraftstationer där vattnet har en högre temperatur. Med tiden blir de beroende av dessa onaturliga värmekällor och vandrar inte längre till varmare regioner under vintern. United States Fish and Wildlife Service letar därför efter andra möjligheter för att värma upp vattnet om en kraftstation måste läggas ned.